# Daniel Goldberg
Daniel Goldberg, född 19 januari 1982, är en svensk journalist och författare. Goldberg utkom, tillsammans med Linus Larsson, i april 2011 med sin första bok, Svenska hackare. Goldberg har tidigare arbetat som redaktionschef på Di Digital, reporter och nyhetschef för Computer Sweden, samt som redaktionschef för Internetworld.
Mellan 2016 och 2021 var Goldberg kommunikationschef på spelbolaget Paradox Interactive där han bland annat startade podcasten "The Business of Video Games". Sedan 2021 är Goldberg kommunikationschef på Norrsken Foundation.